# 魏后凯
魏后凯（1963年12月—），湖南衡南人，汉族，中国共产党党员、中国社会科学院学部委员。中华人民共和国政治人物、第十三届全国人民代表大会江西省代表。中国社会科学院农村发展研究所所长。

## 生平
2018年，魏后凯被选为江西省出席第十三届全国人民代表大会代表。